# Stasinów (województwo lubelskie)
Stasinów – wieś w Polsce położona w województwie lubelskim, w powiecie radzyńskim, w gminie Radzyń Podlaski. Przez miejscowość przebiega droga krajowa nr 63.
W latach 1975–1998 miejscowość położona była w województwie bialskopodlaskim.
Wieś jest sołectwem w gminie Radzyń Podlaski. Według Narodowego Spisu Powszechnego z roku 2011 wieś liczyła 198 mieszkańców.
Wierni Kościoła rzymskokatolickiego należą do parafii św. Anny w Radzyniu Podlaskim.

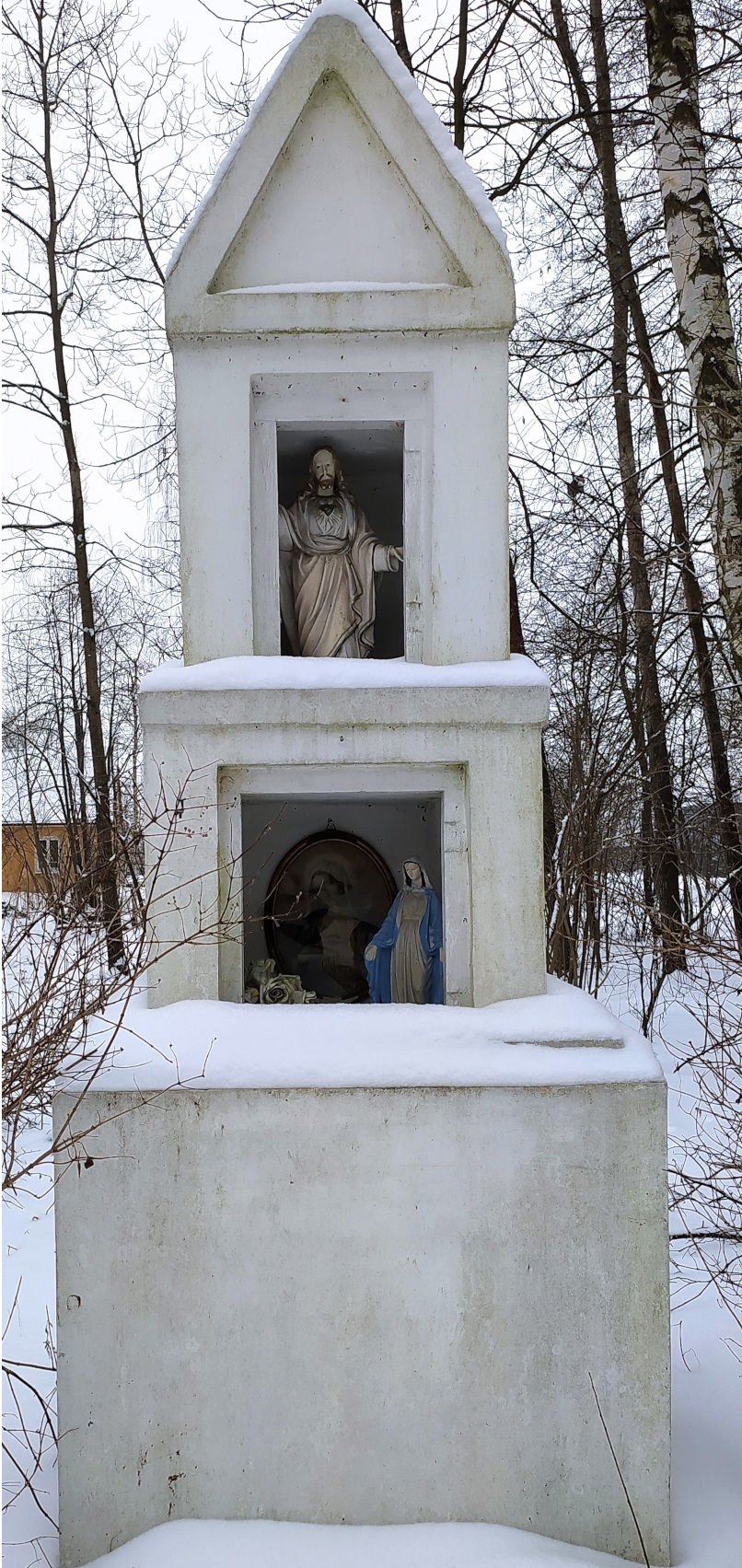
Kapliczka